# 易世璧
易世璧（1592年11月25日—1670年10月3日），字崑良，贛州府雩都縣人，明朝、南明軍事人物。

## 生平
易世璧祖先梁繼先是東平州人，元朝末年時在寧都當官，死後在當地居住，並改姓易；父親易懷梧生下他後，過繼給叔父易懷賡。他在崇禎元年（1628年）中選貢，獲授溧陽縣丞，再升任碭山知縣，在當地修城練兵；流寇來到後出戰追到河南，又擊敗不久來臨的大量敵軍。碭山的諸生汪大受發起士子組成君子營，諸生胡士豸、汪廷對擔任首領，得加守備銜，營哨賈以謙、徐珍、范孟夏、豆鴻賓、李起先、李振奇任官千總，史可法多次表彰他們，流寇不敢入侵；此時又以守備楊鼎鼐為練總，與易世璧有保障功勞，之後因父母去世辭官歸鄉，後事不詳。

## 家庭
- 妻子李氏、側室鍾氏，有一子易伯鞏[1]

## 引用
1. 1 2 3  易學實《碭山知縣易君崑良先生墓誌銘》：君諱世璧字崑良，先世東平州人，本姓梁，有祖諱繼先，元末官寧都，卒官徙於，子齋生育於易因姓焉。生父諱懷梧，君蓋仲也，叔父諱懷賡無子，君嗣之。君生明萬曆壬辰十月二十三日，卒康熙庚戌八月二十一日；配李氏，後君一年卒。側室鐘氏先卒一子伯鞏。
2. 1 2  錢海岳《南明史·卷三十五·列傳第十一》：易世璧，字崑良，雩都人。選貢。碭山知縣。修城練兵。寇至出戰，追及河南。後寇大至，又破之。
3. ↑  乾隆《雩都縣志·卷八·選舉志》：易世璧 字崑良，東二坊人，以詩經應崇禎元年恩選。任江南省溧陽縣丞，陞碭山縣知縣。
4. ↑  錢海岳《南明史·卷三十五·列傳第十一》：先碭有君子營，士子組之，諸生汪大受倡其事，諸生胡士豸、汪廷對長之，加守備銜，營哨賈以謙、徐珍、范孟夏、豆鴻賓、李起先、李振奇各千總，可法屢旌之，故寇不犯。至是又以守備楊鼎鼐為練總，有保障功。憂歸。